# بریموند (قره‌سو)
بریموند (کرمانشاه) (به کردی: بریمه‌وه‌ن)، دهکده‌ای از توابع بخش مرکزی شهرستان کرمانشاه در استان کرمانشاه ایران است. ساکنین این دهکده کرد هستند و همچنین گویش مردم این دهکده کردی کلهری( زنگنه) می‌باشد. این دهکده یک منطقه خصوصی میباشد و تنها دهکده مجهز دهستان درود فرامان است که به کلانشهر کرمانشاه نزدیک است
قبرستان شخصی دهکده بریموند قدمت بیش از ۲۰۰ سال دارد، و تنها ساکنان آن مجاز به استفاده از آن میباشند.

## جمعیت
این روستا در دهستان قره‌سو قرار دارد و بر اساس سرشماری مرکز آمار ایران در سال ۱۳۸۵، جمعیت آن ۲۵۹ نفر (۵۳خانوار) بوده‌است.

## گورستان بهشت زهرا
گورستان بهشت زهرای کرمانشاه که از سال ۱۳۹۳ فعالیت خود را آغاز کرده، در ۲ کیلومتری این روستا و قبلا جزوی از  اراضی شخصی ساکنان آن بوده.